# 120-as évek
Évszázadok: 2. század · 3. század · 4. század
Évtizedek: 70-es évek · 80-as évek · 90-es évek · 100-as évek · 110-es évek · 120-as évek · 130-as évek · 140-es évek · 150-es évek · 160-as évek · 170-es évek
Évek: 120 · 121 · 122 · 123 · 124 · 125 · 126 · 127 · 128 · 129

## Események és irányzatok
- 120-ban megindul a római Pantheon újjáépítése.
- 121-ben megkezdődik Vénusz templomának építése Rómában, ami a város legnagyobb vallási építménye lesz.
- 122-ben Hadrianus császár parancsára elkezdik megépíteni Britanniában az úgynevezett Hadrianus-falat.

## A világ vezetői
- Hadrianus római császár uralkodása.
- Teleszphorosz pápa (125-138?)